# Ewald Stefan Pollok
Ewald Stefan Pollok (ur. 25 marca 1941 w Żyrowie) – publicysta, autor kilkunastu książek na temat Śląska. 
Pollok pisze i publikuje w języku polskim i niemieckim. Jest redaktorem odpowiedzialnym śląsko-polsko-niemieckiego magazynu on-line: silesia-schlesien.com. W latach 1990. pracował jako dziennikarz dla kilku czasopism niemieckich.
W artykule „Oskarżam“ opublikowanym w lutym 2021 Pollok określił Davida Irvinga, wielokrotnie skazanego kłamcę oświęcimskiego, jako „zasłużonego, znanego i szanowanego historyka“. Replika Polloka odnosiła się do forum internetowego, na którym zarzucono mu zamieszczanie tekstów autorów neonazistowskich.

## Kontrowersje
- Jego publikacje wzbudzają duże zainteresowanie i stają się źródłem medialnych i społecznych dyskusji. Największą z nich była dotychczas sprawa tzw. ,,polskich powojennych obozów koncentracyjnych“, którymi Pollok określa obozy odosobnienia, które po II wojnie światowej komunistyczne władze tworzyły m.in. w Łambinowicach, Świętochłowicach i na terenie byłego KL Auschwitz[3].  Źródła :,,Życie Warszawy z dnia 5 lipca 2006 r, z dnia 22 lipca 2006r,,, Rzeczpospolita" z dnia 22 lipca 2006r, ,,NTOz dnia 7 lipca 2006, ,,Dziennik Zachodni z 6 dnia lipca 2006r, oraz ,,Info&tipsz dnia 6 sierpnia 2006 r.

Wiele polskich mediów relacjonowało o magazynie silesia-schlesien.com w 2006 roku po opublikowaniu artykułów o tzw. ,,polskich obozach koncentracyjnych“. Wówczas też Radny Sejmiku Województwa Śląskiego Rajmund Pollak zaskarżył Ewalda Polloka do prokuratury, domagając się „przeproszenia wszystkich Polaków i Rzeczpospolitej Polskiej za używanie sformułowania polskie obozy koncentracyjne“, publikacji przeprosin w prasie oraz wpłacenia 1000 złotych na konto Caritas Polska. Prokuratura odmówiła wszczęcia śledztwa, pozwy do sądu zostały odrzucone. Rajmund Pollak stał na stanowisku, iż Pollok dopuszcza się kłamstwa oświęcimskiego, gdyż te obozy nie były polskie, lecz sowieckie. Mordowano w nich nie tylko niewinnych Niemców, ale również członków Armii Krajowej, polskich chłopów, którzy nie chcieli się podporządkować kolektywizacji, i antykomunistów. 
W 2018 roku magazyn internetowy Polloka stał się przedmiotem interpelacji poselskiej posła do Sejmu Józefa Brynkusa w której tenże zarzucił autorom magazynu „antypolską agresję“ oraz „że znaczna część piszących na nim osób zionie wręcz nienawiścią do Polski, polskiej tradycji i kultury“ i „używa wręcz języka antypolskiej nienawiści“. Powodem reakcji Brynkusa były artykuły Polloka jak np. „Polskie obozy koncentracyjne“ (opublikowany w 2018 roku w nowej wersji „Powojenne polskie obozy koncentracyjne“), „Polskie obozy powojenne“ lub „Polskie obozy śmierci“. Replika Polloka została wymazana, jednakże Brynkusa wspomina w innych artykułach. Pollok podawał, że jego magazyn liczył ponad 180 tys. odwiedzin.

## Doktorat
W pierwszych latach istnienia swojego forum internetowego silesia-schlesien Pollok nie używał żadnego stopnia akademickiego. W drugiej połowie 2006 roku pojawił się przy jego nazwisku stopień doktora historii, którego używał do 2020 roku, tak też tytułował się w wywiadach dla mediów. Pollok nigdy nie przedstawił na forum swojego doktoratu. Pollok publikował min. artykuły na temat dziejów Górnego Śląska po I Wojnie Światowej, krytykując polskich historyków za jednostronność badań naukowych. Z okazji 90. rocznicy wybuchu III powstania śląskiego w 2011 roku Instytut Historii Uniwersytetu Opolskiego zorganizował konferencję naukową „Współczesne spojrzenie na spór o Górny Śląsk w latach 1919-1921“ na której dr Ewald Stefan Pollok jako jeden z 28 naukowców wygłosił referat „III powstanie śląskie jako działanie planowane i inspirowane”. Tylko jego referat został odrzucony do druku w publikacji zbiorowej, ponieważ kilku recenzentów zarzuciło mu nienaukowy charakter jego pracy nie wnoszącej nic nowego do tematu. Od tego czasu świat akademicki ignorował krytyki Polloka.
Na wniosek prokuratury w Schweinfurcie sąd rejonowy w Bad Kissingen wydał 25 czerwca 2020 nakaz karny w wysokości 30 stawek dziennych za nielegalne używanie stopnia doktora na podstawie §132a niemieckiego kodeksu karnego: nadużycie tytułów, tytułów zawodowych i odznaczeń. Nakaz karny jest od 20 lipca 2020 prawomocny. Pollok kupił tytuł Doctorate Major in History University of NorthWest New York USA, w prywatnej szkole której świadectwa są bez wartości.

## Publikacje
- 1998 – Legendy, manipulacje, kłamstwa..., ISBN 83-907364-1-1[15]
- 1999 – Historia Żyrowej, ISBN 83-907364-2-X
- 2000 – Góra Św. Anny. Śląska świętość, ISBN 83-907364-0-3
- 2000 – 720 lat Żyrowej / 720 Jahre Buchenhöh/Zyrowa, ISBN 83-907364-4-6
- 2001 – Das Leben der Deutschen in Oberschlesien 1945-1989, ISBN 83-916903-2-6
- 2002 – Stosunek polskiego kościoła do byłych terenów niemieckich po 1945 r. w Polsce / Die Haltung der polnischen Kirche gegenüber den ehemals deutschen Gebieten nach 1945
- 2004 – Śląskie tragedie, ISBN 83-916903-0-X
- 2005 – Oberschlesiens unbewältigte Vergangenheit, ISBN 83-916903-3-4
- 2009 – Legenden, Manipulationen, Lügen, ISBN 978-83-60540-82-4
- 2010 – Ucieczka, Wypedzenie, Pojednanie/Flucht, Vertreibung, Versöhnung,  ISBN 978-83-60540-97-8
- 2012 – III Powstanie Sląskie jako działanie planowane i inspirowane
- 2012 – Der III. Schlesische Aufstand war inspitiert und geplant

Współautor w pracach zbiorowych:
- Życie bez fikcji, ISBN 83-226-1513-2
- Nachbarn. Texte aus Polen
- Die politische Entwicklung der Deutschen im Oppelner Schlesien, ISBN 3-00-008949-7
- Życie codzienne na Górnym Śląsku po 1945 roku, ISBN 83-226-1513-2
- Rocznik Łubowicki/Lubowitzer Jahrbuch,2011, ISSN 1730-4873
- Das Grosseltern Projekt. Ein Kalejdoskop, wyd. 2011
- Das Großeltern Projekt. Band 2, wyd.2012